# Rio Barra Grande (Santa Catarina)
O rio Barra Grande é um curso de água do oeste do estado de Santa Catarina, no Brasil.
Nasce a dois quilômetros ao leste da cidade de Cunha Porã, no município do mesmo nome, correndo para o sul e fazendo a divisa entre os municípios de Palmitos e Cunhataí após o que corre pelos municípios de Palmitos e São Carlos, até desaguar no rio Uruguai. Tem cerca de 25 km de extensão.